# Labropsis australis
Labropsis australis és una espècie de peix de la família dels làbrids i de l'ordre dels perciformes.

## Morfologia
Els mascles poden assolir els 10,5 cm de longitud total.

## Distribució geogràfica
Es troba a Salomó, Samoa, Vanuatu, Fidji, Nova Caledònia, Tonga i la Gran Barrera de Corall.